# Cartoon Network (Turquía)
Cartoon Network es un canal de televisión turco que transmite principalmente dibujos animados. Fue lanzado el 28 de enero de 2008, originalmente de propiedad de Doğan Media Group bajo licencia de Warner Bros. Discovery International, quien poseía el 50% de la señal. Desde 2018 WarnerMedia es propietario del 50 % de la señal junto con Demirören Holding.
Transmite para Turquía, Azerbaiyán y Chipre.

## Historia
El canal fue lanzado el 28 de enero de 2008.
El 4 de abril de 2011, el canal obtuvo el nuevo paquete de marca CHECK IT 1.0. Alrededor de esta época, también comenzó a reproducir patrocinios de películas para Los Pitufos y Arthur Christmas.
El 1 de enero de 2015, el canal fue nuevamente rebrandeado con los nuevos gráficos de Check It 3.0. 
Un año después, el 6 de octubre de 2016, el canal cambió su relación de aspecto, pasando de 4: 3 a 16: 9. El 1 de enero de 2017, Cartoon Network comenzó a utilizar gráficos del paquete de cambio de 2016 de Cartoon Network Estados Unidos .

## Programación
- 44 Cats
- Adventure Time
- Angelo Rules
- Apple & Onion
- Aslan Max Eğlence Fabrikası
- Bakugan
- Bakugan Battle Planet
- Batman: The Brave and the Bold
- Batman Unlimited
- Ben 10 (2005)
- Ben 10 (2016)
- Ben 10: Alien Force
- Ben 10: Ultimate Alien
- Ben 10: Omniverse
- Beyblade Burst
- Blaze and the Monster Machines
- Captain Tsubasa (2018)
- Chowder
- Clarence
- Cloudy with a Chance of Meatballs
- Dreamworks Dragons
- Jelly Jamm
- Mr. Bean
- Lego Friends
- Lego Nexo Knights
- Lego Ninjago: Masters of Spinjitzu
- My Big Big Friend
- The Smurfs
- Sonic Boom
- The Oddbods Show
- Summer Camp Island
- Supernoobs
- Super Wings
- The Powerpuff Girls (2016)
- PAW Patrol
- Pat the Dog
- Polly Pocket
- Regular Show
- Taffy
- Teen Titans Go!
- The Tom and Jerry Show
- Transformers: Robots in Disguise
- Transformers: Cyberverse
- Unikitty!
- Yo-kai Watch
- We Bare Bears
- Kral Şakir
- Winx Club
- Wow! Wow! Wubbzy!